# گارگریو
گارگریو (به انگلیسی: Gargrave) یک روستا و محله مدنی در بریتانیا است که در کریون واقع شده‌است. گارگریو ۱٬۷۵۵ نفر جمعیت دارد.